# Just My Luck
Just My Luck (Devuélveme mi suerte en España y Golpe de suerte en Hispanoamérica) es una película de comedia adolescente estadounidense protagonizada por Lindsay Lohan y Chris Pine, estrenada oficialmente el 12 de mayo de 2006.

## Trama
Lohan interpreta a una chica llamada Ashley, ultra suertuda que vive en Manhattan. Cuando se le preguntó acerca de su personaje, Lohan dijo: "Ella toma ventaja del hecho de que ella tiene suerte, y ella no lo reconoce y no es agradecida, todo lo justo, básicamente, va hacia abajo para ella." 
Chris Pine interpreta el papel de Jake, un gestor de música en la película, la supervisión de la banda de pop rock McFly (Danny Jones, Tom Fletcher, Dougie Poynter y Harry Judd), interpretada por ellos mismos.
Ashley Albright es la chica más afortunada del mundo, todo le sonríe: tiene un buen trabajo en una empresa de relaciones públicas, no tiene problemas para encontrar un taxi en Nueva York, si está lloviendo el día se despeja cuando ella tiene que estar en la calle, siempre tiene suerte en el raspa y gana, consigue un traje de Sarah Jessica Parker e incluso llega a tener una cita con el multimillonario hijo del dueño de los Boston Celtics: David Pennington Jr (Chris Carmack).
En el otro lado está Jake Hardin (Chris Pine), un chico con una suerte pésima al que le suceden todo tipo de desgracias, que intenta salir adelante como mánager al grupo McFly. Pero debido a la mala suerte nunca consigue darle la maqueta al conocido productor Phillips (Faizon Love), esto incluye una persecución en Central Park en la que Jake termina en una comisaría pese a que nunca quiere hacer daño, Jake también tiene una prima, Katie, que parece haber heredado la mala suerte de su primo mayor.

## Reparto
- Lindsay Lohan como Ashley Albright
- Chris Pine como Jake Hardin
- Faizon Love como Damon Phillips
- Missi Pyle como Peggy Braden
- Bree Turner como Dana
- Samaire Armstrong como Maggie
- Tovah Feldshuh como Madame Zaffina
- Carlos Ponce como Antonio
- Makenzie Vega como Katy Hardin
- McFly: 
  - Dougie Poynter como él mismo
  - Danny Jones como él mismo
  - Harry Judd como él mismo
  - Tom Fletcher como él mismo
- Chris Carmack como David Pennington
- Jaqueline Fleming como Tiffany
- Dane Rhodes como Mac
- Strawn Bovee como Sra. Pennington
- J. C. Sealy como Martha Hardin
- Marcus Hester como Tom Gilpin

## Taquilla
Just My Luck abrió con $5.692.285 en el inicio del fin de semana, el 14 de mayo de 2006. En Estados Unidos, recaudó $17.324.744 para mostrar después de 12 semanas. Hasta la fecha, la película ha recaudado más de $38 millones en todo el mundo.

## Soundtrack
Just My Luck es el primer álbum recopilatorio y única banda sonora del grupo británico de pop rock McFly. El disco está compuesto mayormente por canciones de los 2 primeros álbumes de McFly, Room on the 3rd Floor y Wonderland. También incluye dos nuevas canciones tituladas «Just My Luck» y «I've got You», que fueron especialmente grabadas para la película, y nuevas versiones más actualizadas de sus éxitos 5 colours in her hair y I Wanna Hold You. Aunque fuera publicado como una banda sonora, gran parte de las canciones no aparecen en la película.

### Lista de canciones
| Just My Luck (E9858792) |                                         |          |  |
| N.º                     | Título                                  | Duración |  |
| 1.                      | «I Wanna Hold You» (EE. UU. Remix)      | 2:58     |  |
| 2.                      | «I've Got You»                          | 3:18     |  |
| 3.                      | «Obviously»                             | 3:16     |  |
| 4.                      | «Ultraviolet»                           | 3:17     |  |
| 5.                      | «5 colours in her hair» (EE. UU. Remix) | 3:02     |  |
| 6.                      | «Too Close For comfort»                 | 2:47     |  |
| 7.                      | «All About You»                         | 2:46     |  |
| 8.                      | «That Girl»                             | 3:25     |  |
| 9.                      | «Unsaid Things»                         | 2:37     |  |
| 10.                     | «I'll be ok»                            | 3:25     |  |
| 11.                     | «Just My Luck»                          | 2:33     |  |
| 12.                     | «Memory Lane»                           | 4:18     |  |
| 42:53                   |                                         |          |  |

### Posicionamiento en las listas de ventas
| Lista de ventas (2010) | Posición más alta | Certificación |
| ---------------------- | ----------------- | ------------- |
| Top Heatseekers        | 25                | -             |